# Wetren (Burgas)
Wetren (bulgarisch Ветрен) ist ein Bezirk der Stadt Burgas. Wetren befindet sich rund 14,5 km vom Stadtzentrum Burgas’. Durch den Bezirk führt die Straße von Burgas nach Sofia. Nach dem Bau der Autobahn Thrakien verlagerte sich auch der größere Teil des Verkehrs dorthin.
2008 wurden bei Ausgrabungen in der Nähe von Wetren in der Gegend „Solna Niwa“ (deutsch: Salz-Acker) mehr als 250 Artefakte gefunden, wobei die ältesten davon mindestens 6.000 Jahre vor Chr. datiert werden. Die Funde zeugen von einer entwickelte Landwirtschaft, Viehzucht und Salzgewinnung der damaligen Bewohner dieser Gegend. Auch Rituale Gegenstände eines Priesterkönigs wurden gefunden.
In der Nähe Wetrens befinden sich die seit der Antike bekannten Mineralbäder von Burgas. In der Antike trugen sie und die nahe Siedlung den Namen Aquae Calidae. Laut einer Legende soll sogar Philipp II. oft hier Gast gewesen sein. Der gotische Geschichtsschreiber Jordanes schrieb: „sehr heißes Wasser steigt aus der Quelle, die erste und beste aller Quellen in der Welt für die Heilung der Kranken“. In den folgenden Jahrhunderten wuchs die Siedlung zu einer Stadt Thermopolis (von gr. θερμός (thermos) = „warm“ und πόλις (polis) = „Stadt“). Es ist bekannt, dass sich der oströmische Kaiser Tiberios I. die Stadt für die Heilung einer Krankheit seiner Frau ausgesucht hat.
1206 wurde die Stadt von den Kreuzrittern des Vierten Kreuzzugs unter Heinrich geplündert und zerstört. Der kaiserliche Schreiber hielt fest: „das war eine sehr schöne Stadt, in guter Lage, mit vielen warmen Quellen – die besten der Welt. Aus ihn haben wir gute Beute mitgenommen“. Erst 350 Jahre später wurden die Quellen bebaut. Der spätere Osmanischer Sultan Süleyman I. befahl den Bau einen großen Hammam, der nach mehreren Umbauten bis heute genutzt wird.
Das heutige Viertel wurde 1920 von Umsiedlern aus dem Dorf Wetren bei Pasardschik und bulgarischen Flüchtlingen aus Ost- und Westthrakien (Thrakische Bulgaren) und Mazedonien gegründet. 1932 wurde die erste Schule gebaut.
Während der kommunistischen Zeit (1944–1989) trug das Viertel den Namen Schitarowo (bulg. Житарово). Bis 2009 war das Viertel noch ein selbständiges Gemeindedorf innerhalb der Gemeinde Burgas.
Der Fußballclub „F.C. Wetren“ spielt in der Kreisliga.

## Galerie

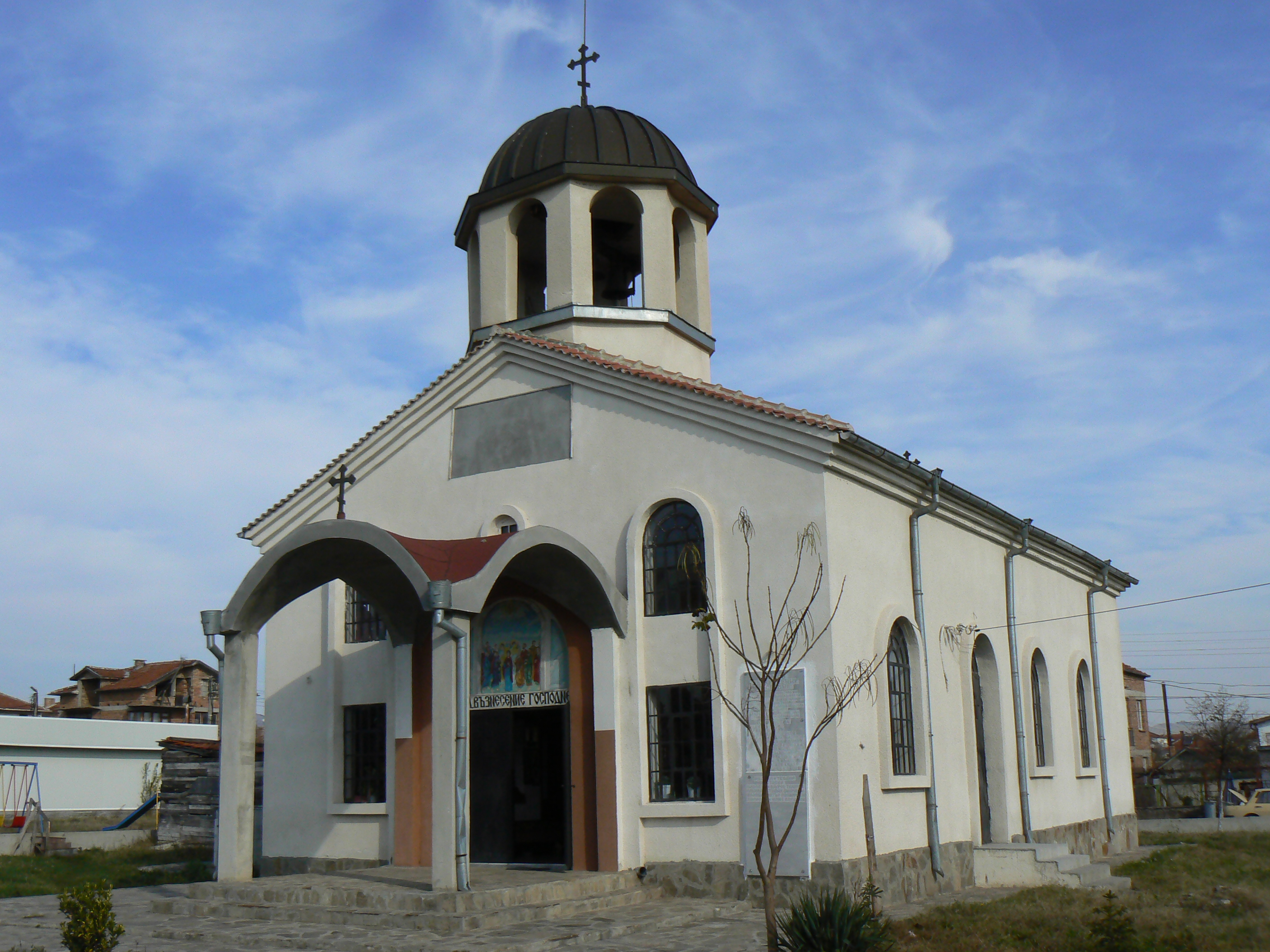
Die Kirche Christi Himmelfahrt
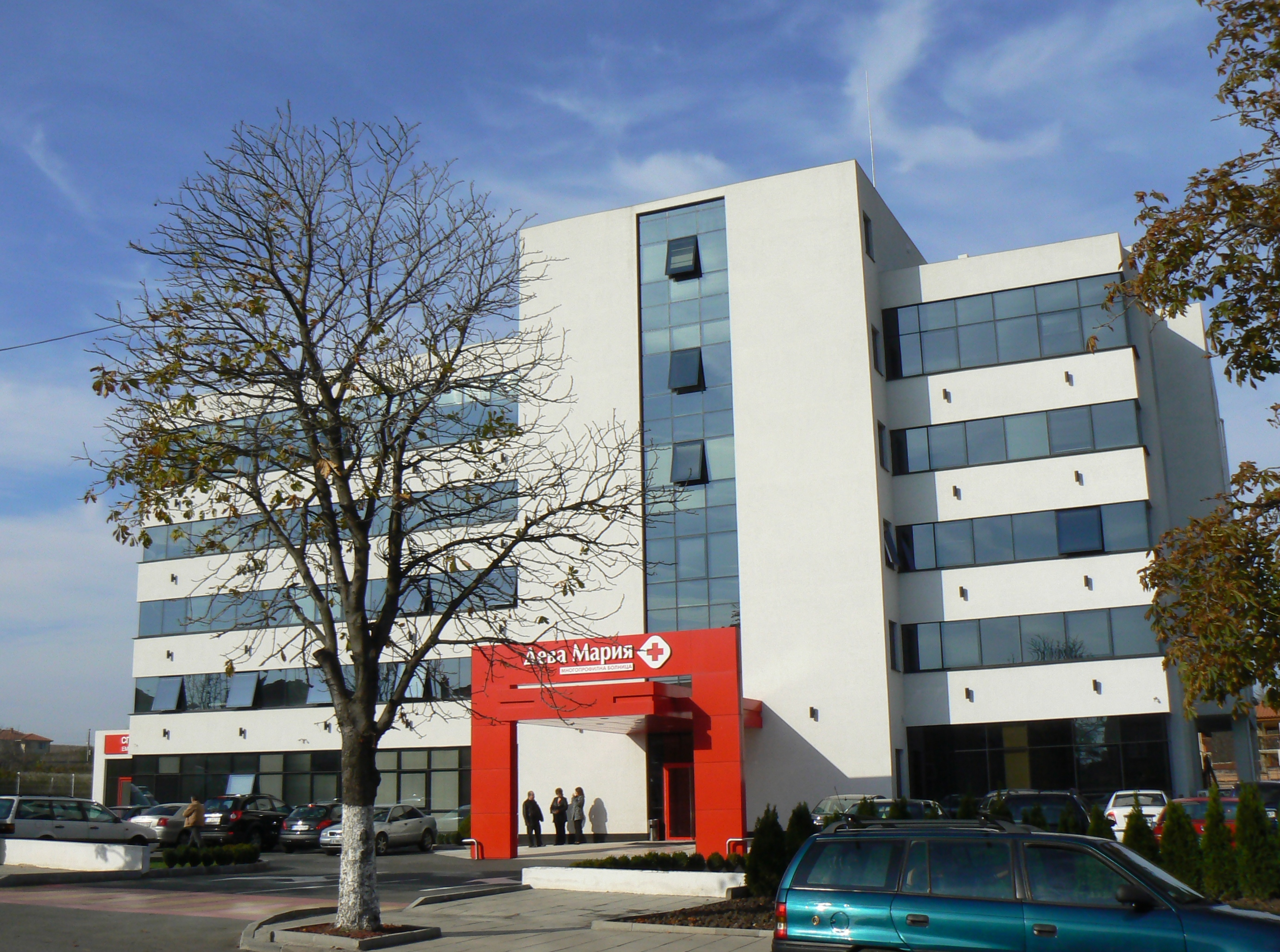
Das Dewa Maria Krankenhaus
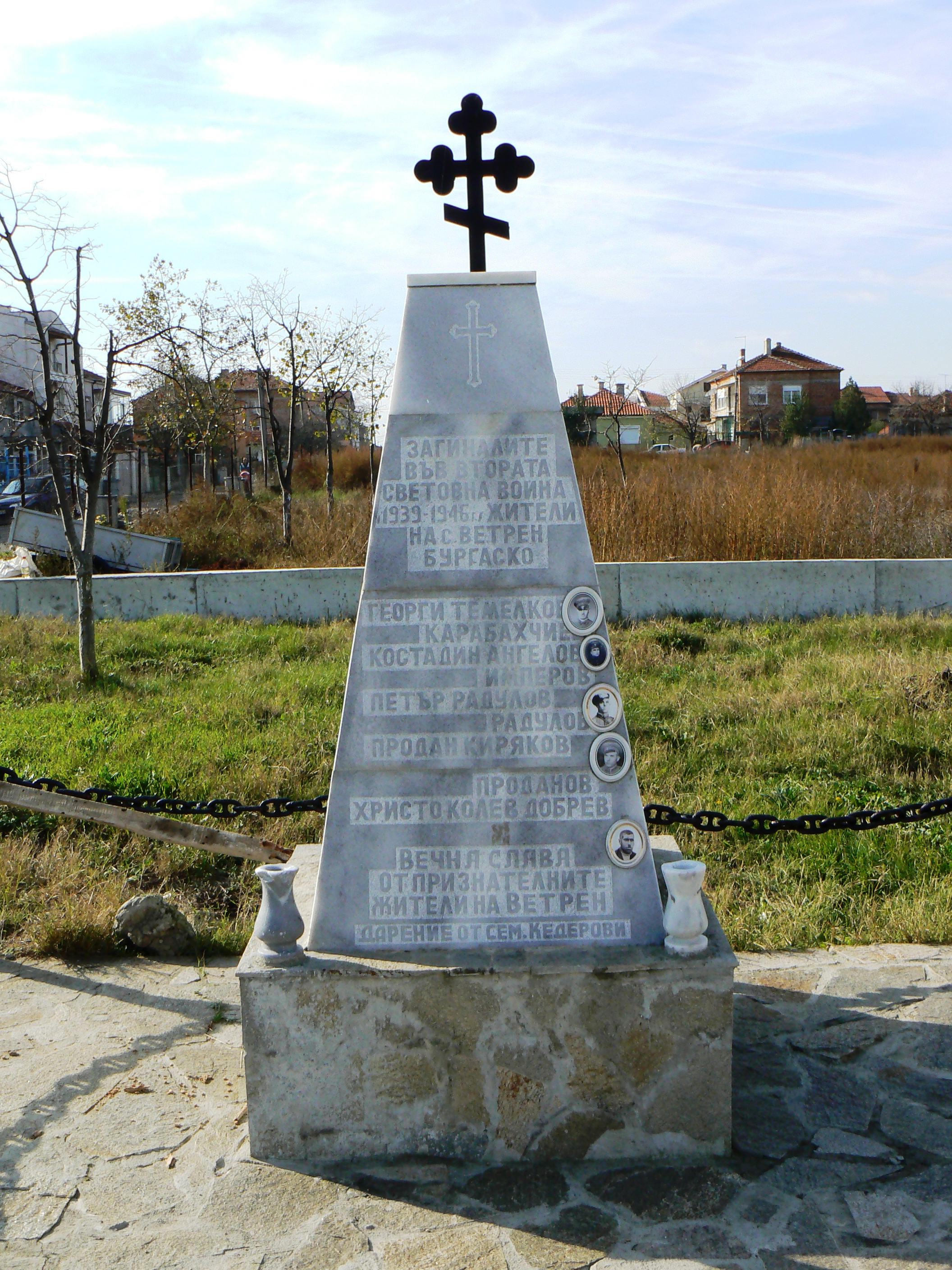
Denkmal der in den Kriegen gefallenen Bürger Wetrens